# Schiltigheim
Schiltigheim este un oraș în Franța, în departamentul Bas-Rhin, în regiunea Alsacia. Face parte din aglomerația orașului Strasbourg.
1. ↑  répertoire géographique des communes, accesat în 26 octombrie 2015